# Curraghlehanagh Bog SAC
Curraghlehanagh Bog SAC este o arie protejată (arie specială de conservare — SAC, sit de importanță comunitară — SCI) din Irlanda întinsă pe o suprafață de 277,97 ha, integral pe uscat.

## Localizare
Centrul sitului Curraghlehanagh Bog SAC este situat la coordonatele 53°31′49″N 8°29′26″W / 53.530198°N 8.490654°V.

## Înființare
Situl Curraghlehanagh Bog SAC a fost declarat sit de importanță comunitară în aprilie 2003 pentru a proteja un număr necunoscut de specii din flora spontană și fauna sălbatică aflate în arealul zonei. Situl a fost protejat și ca arie specială de conservare în decembrie 2016.

## Biodiversitate
Situată în ecoregiunea atlantică, aria protejată conține 3 habitate naturale: Turbării active, Mlaștini oligotrofe degradate, capabile încă de regenerare naturală, Depresiuni pe substraturi de turbă de Rhynchosporion.
La baza desemnării sitului se află un număr nedeclarat de specii protejate.
Pe lângă speciile protejate, pe teritoriul sitului au mai fost identificate 2 specii de plante.